# Campionati del mondo di atletica leggera 1987 - Marcia 50 km
La gara della marcia 50 km maschile dei Campionati del mondo di atletica leggera 1987 si è svolta il 5 settembre.

## Podio
| Pos.    | Atleta              | Nazionalità      | Tempo    |
| ------- | ------------------- | ---------------- | -------- |
| Oro     | Hartwig Gauder      | Germania Est     | 3h40'53" |
| Argento | Ronald Weigel       | Germania Est     | 3h41'30" |
| Bronzo  | Vyacheslav Ivanenko | Unione Sovietica | 3h44'02" |

## Situazione pre-gara

### Record
Prima di questa competizione, il record del mondo (RM) e il record dei campionati (RC) erano i seguenti:
| Record                | Prestazione | Atleta                     | Data                               | Competizione  |
| --------------------- | ----------- | -------------------------- | ---------------------------------- | ------------- |
| Record mondiale       | 3h38'17"    | Ronald Weigel Germania Est | 25 maggio 1986 Potsdam, Germania   |               |
| Record dei campionati | 3h43'08"    | Ronald Weigel Germania Est | 12 agosto 1983 Helsinki, Finlandia | Mondiale 1983 |

### Campioni in carica
I campioni in carica, a livello olimpico e mondiale, erano:
| Campione | Atleta                     | Prestazione | Data                                    | Competizione         |
| -------- | -------------------------- | ----------- | --------------------------------------- | -------------------- |
| Olimpico | Raúl González Messico      | 3h47'26"    | 11 agosto 1984 Los Angeles, Stati Uniti | Giochi olimpici 1984 |
| Mondiale | Ronald Weigel Germania Est | 3h43'08"    | 12 agosto 1983 Helsinki, Finlandia      | Mondiale 1983        |

### La stagione
Prima di questa gara, gli atleti con le migliori tre prestazioni dell'anno erano:
| Pos. | Atleta                         | Prestazione | Data                                       |
| ---- | ------------------------------ | ----------- | ------------------------------------------ |
| 1    | Andrej Perlov Unione Sovietica | 3h40'07"    | 5 settembre 1987 Kharkov, Unione Sovietica |
| 2    | Pavol Szikora Cecoslovacchia   | 3h42'20"    | 4 aprile 1987 Dudince, Cecoslovacchia      |
| 3    | Dietmar Meisch Germania Est    | 3h43'14"    | 2 maggio 1987 New York, Stati Uniti        |

## Risultati[1][2]
Sabato 5 settembre 1987

### Classifica
| Pos. | Atleta                  | Nazionalità      | Tempo    | Note                  |
| ---- | ----------------------- | ---------------- | -------- | --------------------- |
|      | Hartwig Gauder          | Germania Est     | 3h40'53" | Record dei campionati |
|      | Ronald Weigel           | Germania Est     | 3h41'30" |                       |
|      | Vyacheslav Ivanenko     | Unione Sovietica | 3h44'02" |                       |
| 4    | Raffaello Ducceschi     | Italia           | 3h47'09" |                       |
| 5    | Martín Bermúdez         | Messico          | 3h48'27" |                       |
| 6    | Sandro Bellucci         | Italia           | 3h48'52" |                       |
| 7    | Pavol Szikora           | Cecoslovacchia   | 3h49'44" |                       |
| 8    | Arturo Bravo            | Messico          | 3h52'08" |                       |
| 9    | Andres Marín            | Spagna           | 3h52'16" |                       |
| 10   | Godfried De Jonckheere  | Belgio           | 3h52'21" |                       |
| 11   | Raúl González Rodríguez | Messico          | 3h53'30" |                       |
| 12   | Erling Andersen         | Norvegia         | 3h55'52" |                       |
| 13   | François Lapointe       | Canada           | 3h56'11" |                       |
| 14   | Thierry Toutain         | Francia          | 3h56'34" |                       |
| 15   | José Pinto              | Portogallo       | 3h56'40" |                       |
| 16   | Carl Schueler           | Stati Uniti      | 3h57'09" |                       |
| 17   | Marco Evoniuk           | Stati Uniti      | 3h57'43" |                       |
| 18   | Pavol Blažek            | Cecoslovacchia   | 3h58'43" |                       |
| 19   | Paul Blagg              | Regno Unito      | 3h59'55" |                       |
| 20   | Jan Cortenbach          | Paesi Bassi      | 4h00'10" |                       |
| 21   | Takehiro Sonohara       | Giappone         | 4h00'11" |                       |
| 22   | Jim Heiring             | Stati Uniti      | 4h03'34" |                       |
| 23   | Alain Lemercier         | Svezia           | 4h09'53" |                       |
| 24   | Denis Terraz            | Francia          | 4h10'55" |                       |
| 25   | Michael Harvey          | Australia        | 4h11'04" |                       |
| 26   | Willi Sawall            | Australia        | 4h14'25" |                       |
| 27   | Martin Archambault      | Canada           | 4h26'03" |                       |
| -    | Reima Salonen           | Finlandia        | dnf      |                       |
| -    | Manuel Alcalde          | Spagna           | dnf      |                       |
| -    | Dietmar Meisch          | Germania Est     | dq       |                       |
| -    | Valeriy Suntsov         | Unione Sovietica | dq       |                       |
| -    | Venyamin Nikolayev      | Unione Sovietica | dq       |                       |
| -    | Jordi Llopart           | Spagna           | dq       |                       |
| -    | Bo Gustafsson           | Svezia           | dq       |                       |
| -    | Vesa Puukari            | Finlandia        | dq       |                       |
| -    | Grzegorz Ledzion        | Polonia          | dq       |                       |
| -    | Giacomo Poggi           | Italia           | dq       |                       |